# カタリーナ・アヴ・スヴェーリエ
カタリーナ・ヴァーサ・アヴ・スヴェーリエ（Katarina Vasa av Sverige, 1584年11月10日 - 1638年12月13日）は、スウェーデン王カール9世とその最初の妃でプファルツ選帝侯ルートヴィヒ6世の娘であるアンナ・マリアの間の娘。グスタフ2世アドルフの異母姉、カール10世グスタフの母親。プファルツ＝クレーブルク公ヨハン・カジミールに嫁いだ。

## 生涯
カタリーナは幼くして実母を亡くしたが、継母のクリスティーナとは非常に仲が良く、腹違いの弟妹たちにも慕われていた。1611年に父王が亡くなり、弟グスタフ・アドルフが即位すると、カタリーナは若い新王の腹心にして助言者となった。1615年6月11日、カタリーナはドイツのプファルツ＝クレーブルク公ヨハン・カジミールと結婚した。夫妻は結婚後2年間はスウェーデンに滞在し、1617年にドイツに移った。
1622年、グスタフ・アドルフはドイツで三十年戦争が深刻化していくのを憂慮し、姉カタリーナとその家族にスウェーデンへ避難するように申し出た。クレーブルク公爵夫妻はこれを承諾し、国王が住まいとして用意したエステルイェートランド地方のステゲボリ城に移り、カタリーナはステゲボリ伯爵夫人（Grevinna av Stegeborg）を称した。1632年にグスタフ・アドルフが戦死し、王妃マリア・エレオノーラが悲嘆にくれて子育てを放棄すると、カタリーナが幼い姪のクリスティーナ女王の母親代わりとなった。カタリーナは1631年から1633年、1636年から1638年のあいだクリスティーナの公的な保護者だったが、クリスティーナは伯母に育てられた時期を非常に幸福だったと述懐している。
1695年に完成したストックホルムのカタリーナ教会は、カタリーナの名に因んだものである。また、1654年のクリスティーナ女王の退位後、3人（フレドリク1世、カール14世ヨハンとその息子オスカル1世）を除いて歴代のスウェーデン王はすべてカタリーナの血筋を引いている。

## 子女
夫のヨハン・カジミールとの間に8人の子女をもうけた。
- クリスティーネ・マグダレーナ（1616年 - 1662年） - 1642年、バーデン＝ドゥルラハ辺境伯フリードリヒ6世と結婚
- カール・フリードリヒ（1618年 - 1619年）
- エリーザベト・アマーリア（1619年 - 1628年）
- カール・グスタフ（1622年 - 1660年） - プファルツ＝クレーブルク公、スウェーデン王カール10世
- マリー・オイフロジーネ（1625年 - 1687年） - 1645年、マグヌス・ガブリエル・ド・ラ・ガルディ伯爵と結婚
- エレオノーレ・カタリーネ（1626年 - 1692年） - 1646年、ヘッセン＝エシュヴェーゲ方伯フリードリヒと結婚
- アドルフ・ヨハン1世（1629年 - 1689年） - プファルツ＝クレーブルク公
- ヨハン・グスタフ（1630年）